# Caracoles
Caracoles är en ort i Mexiko.   Den ligger i kommunen Tenampulco och delstaten Puebla, i den sydöstra delen av landet, 200 km öster om huvudstaden Mexico City. Caracoles ligger 196 meter över havet och antalet invånare är 112.
Terrängen runt Caracoles är platt åt nordväst, men åt sydost är den kuperad. Runt Caracoles är det ganska tätbefolkat, med 62 invånare per kvadratkilometer. Närmaste större samhälle är San José Acateno, 18,1 km öster om Caracoles. Omgivningarna runt Caracoles är huvudsakligen savann.